# Heterocope saliens
Heterocope saliens is een eenoogkreeftjessoort uit de familie van de Temoridae. De wetenschappelijke naam van de soort is voor het eerst geldig gepubliceerd in 1863 door Lilljeborg.